# Charged Up
Charged Up è un singolo del rapper canadese Drake pubblicato il 31 luglio 2015.

## Descrizione
È la prima traccia dissing al rapper Meek Mill.

## Tracce
1. Charged Up – 3:10